# Robert Newhard
Robert Newhard, o Robert S. Newhard (Allentown, 28 aprile 1884 – Los Angeles, 20 maggio 1945), è stato un direttore della fotografia statunitense.

## Filmografia
- The Bargain, regia di Reginald Barker (1914)
- Two-Gun Hicks
- On the Night Stage, regia di Reginald Barker (1915)
- The Iron Strain, regia di Reginald Barker (1915)
- The Coward, regia di Reginald Barker e Thomas H. Ince (1915)
- Civilization, regia di Reginald Barker (1916)
- Where Love Leads, regia di Frank C. Griffin (1916)
- The Iced Bullet, regia di Reginald Barker (1917)
- The Crab, regia di Walter Edwards (1917)
- Back of the Man, regia di Reginald Barker (1917)
- Sweetheart of the Doomed, regia di Reginald Barker (1917)
- Happiness, regia di Reginald Barker (1917)
- Golden Rule Kate, regia di Reginald Barker (1917)
- Carmen of the Klondike, regia di Reginald Barker (1917)
- With Hoops of Steel
- Social Ambition, regia di Wallace Worsley (1918)
- His Birthright
- When Do We Eat?, regia di Fred Niblo (1918)
- Fuss and Feathers, regia di Fred Niblo (1918)
- Il figlio adottivo (Nobody's Kid), regia di Howard C. Hickman (1921)
- Trail of the Axe, regia di Ernest C. Warde (1922)

- Party Girl, regia di Rex Hale (Victor Halperin) (1930)